# Lidrezing
Lidrezing é uma comuna francesa na região administrativa de Grande Leste, no departamento de Mosela. Estende-se por uma área de 10,04 km². Em 2010 a comuna tinha 86 habitantes (densidade: 8,6 hab./km²).